# Julian Riedel
Julian Riedel (Leverkusen, 10 augustus 1991) is een Duits voetballer die als rechtsback speelt. Hij verruilde in juli 2013 Bayer Leverkusen voor SC Preußen Münster.

## Clubcarrière
Riedel werd op zijn zesde opgenomen in de jeugdopleiding van Bayer Leverkusen. In 2012 werd hij er bij het eerste elftal gehaald. Riedel maakte op 6 december 2012 zijn profdebuut, in de Europa League tegen Rosenborg BK. Hij scoorde het enige doelpunt van de avond. Het bleef Riedels enige optreden in het eerste elftal van Leverkusen, dat hem in juli 2013 liet vertrekken naar SC Preußen Münster.